# Boris Bieriezowski
Boris Abramowicz Bieriezowski, także Płaton Jelenin (ros. Борис Абрамович Березовский, Платон Еленин; ur. 23 stycznia 1946 w Moskwie, zm. 23 marca 2013 w Sunninghill) – rosyjski doktor nauk matematyczno-fizycznych, członek korespondent Rosyjskiej Akademii Nauk, polityk.

## Życiorys
Był zaliczany do tzw. rodziny kremlowskiej jako bliski współpracownik prezydenta Borysa Jelcyna (finansował jego kampanię wyborczą). W pierwszej połowie lat 90. XX wieku w krótkim czasie zgromadził olbrzymią osobistą fortunę – w 1997 amerykański magazyn Forbes ocenił jego majątek na około 3 mld USD.
Był skłócony z prezydentem Władimirem Putinem. Od 2001 przebywał na emigracji w Londynie. W 2003 bez ogłoszenia przyczyn zmienił za zgodą MSZ Wielkiej Brytanii dane osobowe na Płaton Jelenin, przy czym nazwisko prawdopodobnie utworzył od imienia swojej żony, Jeleny. Posiadał brytyjski dokument podróży na takie imię i nazwisko, był z nim m.in. w Gruzji. 29 listopada 2007 sąd w Moskwie skazał zaocznie Bieriezowskiego na sześć lat robót w kolonii karnej.
Według oświadczeń Aleksandra Litwinienki, miał on otrzymać rozkaz zabicia Bieriezowskiego, ale odmówił.
Pochowany został na Brookwood Cemetery w hrabstwie Surrey, w Anglii.